# 普萊森特希爾 (阿肯色州克羅斯縣)
普萊森特希爾（英語：Pleasant Hill）是位於美國阿肯色州克羅斯縣的一個非建制地區。該地的面積和人口皆未知。

## 地理
普萊森特希爾的座標為35°20′43″N 90°43′10″W / 35.34528°N 90.71944°W，而該地的平均海拔高度為94米（即308英尺）。